# Essential (Üstmamò)
Essential è una raccolta degli Üstmamò pubblicata nel 2012 dalla EMI.

## Tracce
1. Memobox (Album version) – 4:32
2. Tannomai – 4:31
3. Kemiospiritual – 5:12
4. Bank of Fuck Off (Album version) – 4:16
5. Acant – 2:53
6. Baby Dull (Album version) – 3:55
7. Nell'Aria – 4:13
8. Cosa Conta (Album version) – 4:15
9. Üstmamò – 3:06
10. Secondo Incantesimo – 4:06
11. Canto del Vuoto (Album version) – 5:02
12. Rock 'n' Roll Robot – 4:20 (cover da Alberto Camerini)

## Formazione
- Mara Redeghieri - voce
- Ezio Bonicelli - chitarra, violino, melodica e sintetizzatori
- Luca Alfonso Rossi - basso, banjo, batteria elettronica, programmazione e cori
- Simone Filippi - chitarra e cori

Turnisti:
- Cristiano Bottai - batteria
- Alessandro Lugli - batteria
- Marco Barberis - batteria